# Kamienica (powiat wągrowiecki)
Kamienica (niem. Kamnitz) – wieś w Polsce położona w województwie wielkopolskim, w powiecie wągrowieckim, w gminie Wągrowiec.
Wieś duchowna, własność opata cystersów w Wągrowcu pod koniec XVI wieku leżała w powiecie kcyńskim województwa kaliskiego. W latach 1975–1998 miejscowość należała administracyjnie do województwa pilskiego.

## Części wsi
| SIMC    | Nazwa     | Rodzaj                      |
| ------- | --------- | --------------------------- |
| 0531772 | Dąbkowice | część wsi (od 2023 r. wieś) |

## Historia
Miejscowość w zlatynizowanej formie villa Camiez wymieniona jest w łacińskim dokumencie z 1282 roku sygnowanym przez legata apostolskiego Filipa Firmanusa.

## Geografia
W pobliżu wsi znajduje się Jezioro Kaliszańskie.